# Snes9x
Snes9x es un emulador de la consola Super Nintendo (conocida como Super Famicom en Japón) escrito en C++ disponible para distintas plataformas, incluyendo Windows, Linux, MacOS, Android, MS-DOS, PSP, Dingoo-A320 (bajo el sistema operativo Dingux) Xbox, PlayStation 3 y Wii. Inicialmente fue creado por Gary Henderson y Jerremy Koot. A octubre de 2019 es mantenido por Matthew Kendora y Brad Jorsch. Hubo una edición no oficial para Windows RT y Windows Phone 8 llamado Snes8x.

## Características
Snes9x posee mayores capacidades que la consola que emula, en concreto:
1. Técnicas de anti-aliasing (2xSaI, Super Eagle) para alisar los bordes de los sprites, así como efectos de suavizado de píxeles.
2. Mejor sonido que la consola original.
3. Capacidad para capturar imágenes de la pantalla del juego.
4. Grabar el progreso del juego en cualquier momento utilizando savestates.
5. Capaz de capturar el sonido, grabándolo en ficheros en formato SPC700, que pueden ser escuchados en diversos reproductores (el Winamp tiene un plugin opcional que cumple este fin).
6. Permite simular el uso de un dispositivo tipo Game Genie, lo cual permite a los usuarios introducir códigos para modificar aspectos del juego y activar trucos.
7. Se pueden hacer grabaciones de los botones presionados durante el juego, lo cual permite grabar secuencias con él.
8. En los juegos multijugador, permite jugar a través de Internet con otras personas.
9. En PSP tiene la opción de jugar vía WIFI.

## Ports
Además de la versión para PC, otros programadores independientes han traducido y compilado el código de Snes9x para que pueda ser ejecutado en consolas de videojuegos que cuenten con la potencia necesaria para emular Super Nintendo.

### Playstation 2
Existen dos emuladores Super Nintendo (SNES) para PlayStation 2 que están basados en el código de Snes9x, los cuales son Snes Station creado por Hyryu de la web GameBase, y Snes9xPS2, creado por ragnarok2040 de la web PSX-Scene.

### Nintendo GameCube
Para la videoconsola Nintendo GameCube, existe la versión del emulador de Super Nintendo llamada Snes9x GX.

### Xbox
Hay una versión de Snes9x para Xbox llamada xSNES9x.

### PlayStation Portable (PSP)
Usar este programa en el PSP es un poco más complicado que en otras consolas, ya que el PSP
tiene que estar hackeado con la versión 3.71 m33, si se tiene otra versión instalada el PSP
se congelará en el principio del eboot.

### Nintendo Wii
Snes9x está disponible para la consola Nintendo Wii en Homebrew bajo el nombre de Snes9x GX.
Puede cargar los nombres en la SD, USB y DVD (para este último se necesita tener instalado las librerías DVDX).
Acepta Wiimote solo en forma horizontal, con Nunchuk, con el mando clásico y el mando de GameCube.

### Sony PlayStation 3
Snes9x También está disponible para PlayStation 3 con el nombre de SNESNext, desarrollado por Twinaphex en la web GitHub donde solo se puede encontrar el código fuente. Existen diferentes versiones compiladas listas para usar en Internet. Solo se puede ejecutar si se tiene el firmware 3.55 de Geohot.